# Estadi Galgenwaard
L'Estadi Galgenwaard és un estadi de futbol a Utrecht, Països Baixos. És la seu del FC Utrecht des de 1970. L'estadi, que va ser renovat a principis del segle XXI, té una capacitat per a 23.750 espectadors.
L'estadi es va reobrir el 1982 després d'un ampli rentat de cara. En aquell moment era un dels estadis més moderns del món, sobretot pel fossat que hi havia al voltant del terreny de joc. Després de vint anys, el FC Utrecht va sentir la necessitat d'expansió i renovació. La tribuna principal es va traslladar al costat nord i es va obrir per a l'inici de la temporada 2001-2002.
L'antiga tribuna principal es va reconstruir després d'això i un any més tard el FC Utrecht disposava de dues noves grades als laterals del terreny de joc. Posteriorment es van substituir les grades de porteria, i actualment l'estadi ja té 23.750 seients.
A l'estadi s'hi han jugat set partits internacionals de la selecció neerlandesa de futbol. El primer va ser un amistós el 27 d'abril de 1983 contra Suècia que va acabar 3-0 per als visitants. El més recent, jugat el 3 de setembre de 2004, també va ser un amistós: una victòria per 3-0 contra Liechtenstein.
L'estadi també va ser la seu de dues finals de la Copa del Món. El 1998, l'equip d'hoquei herba dels Països Baixos es va convertir en campió del món, en guanyar Espanya a la final per 3–2. L'any 2005 es va jugar la final del Campionat del Món de Futbol Juvenil al Galgenwaard. L'Argentina va guanyar, en derrotar Nigèria per 2-1.
Durant l'Eurocopa Femenina de la UEFA 2017, l'estadi va acollir 4 partits de la fase de grups.

## Galeria

Estadi Galgenwaard
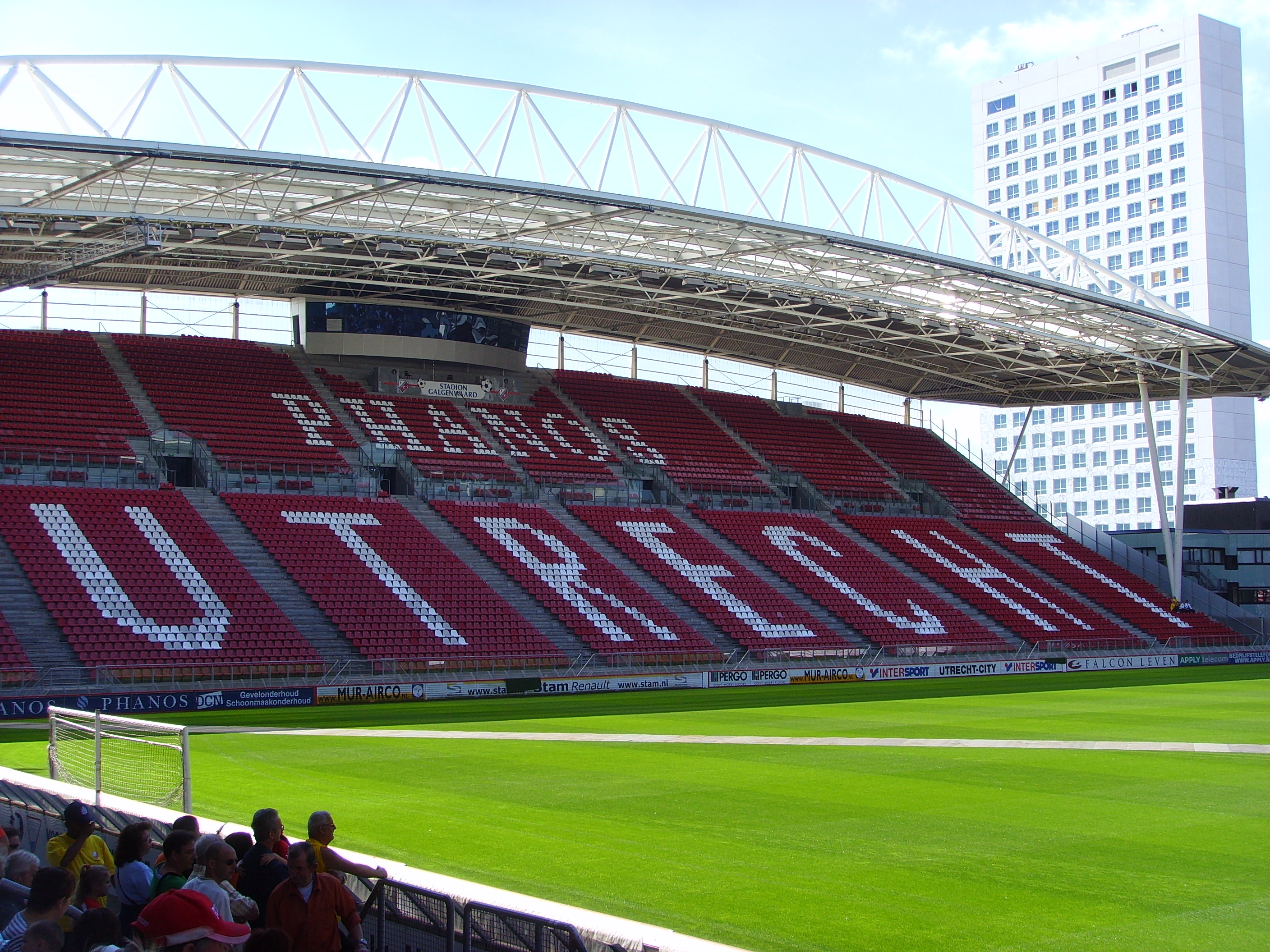
L'interior de l'estadi Galgenwaard
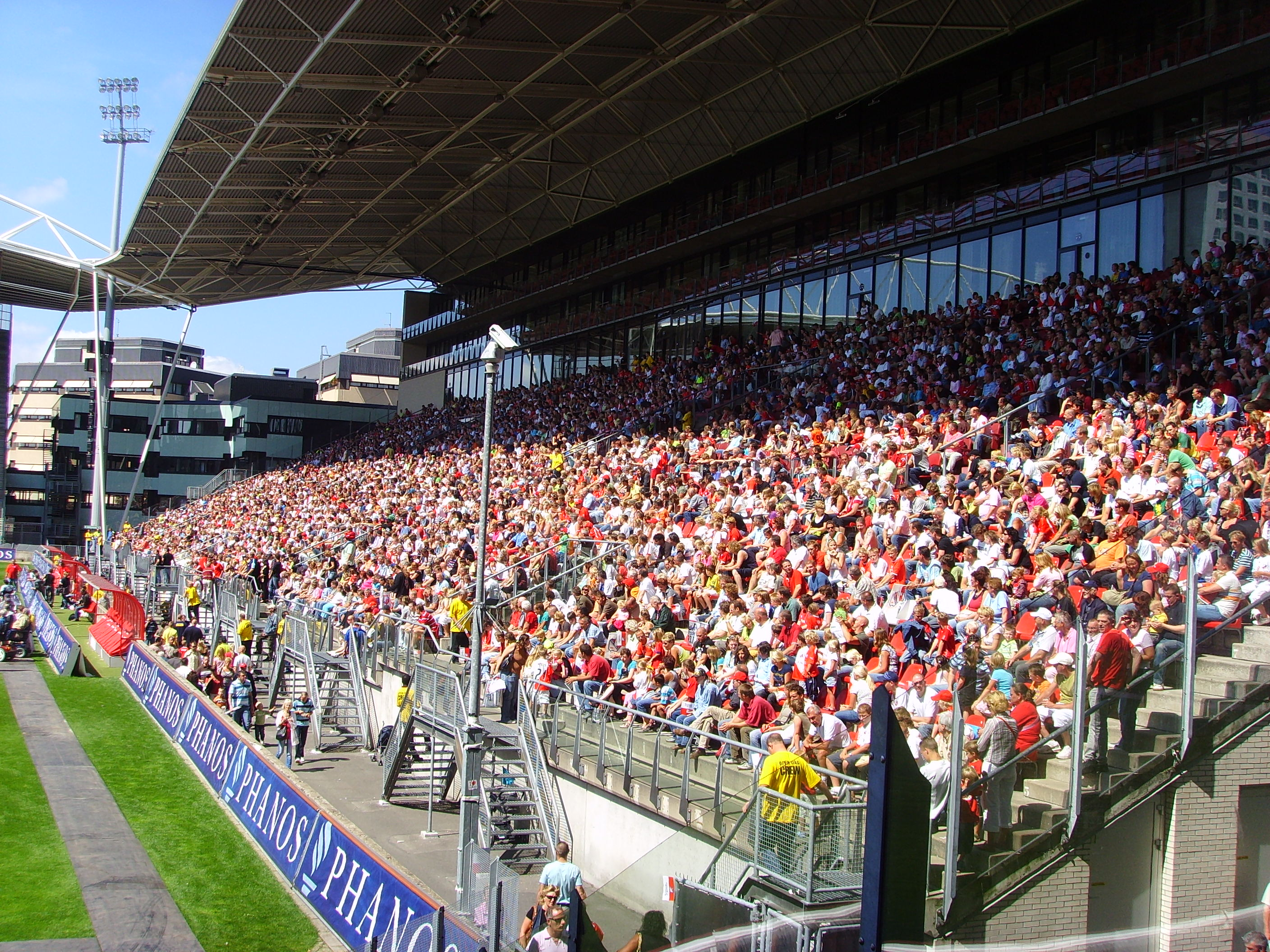
Una altra vista de l'interior de l'estadi Galgenwaard
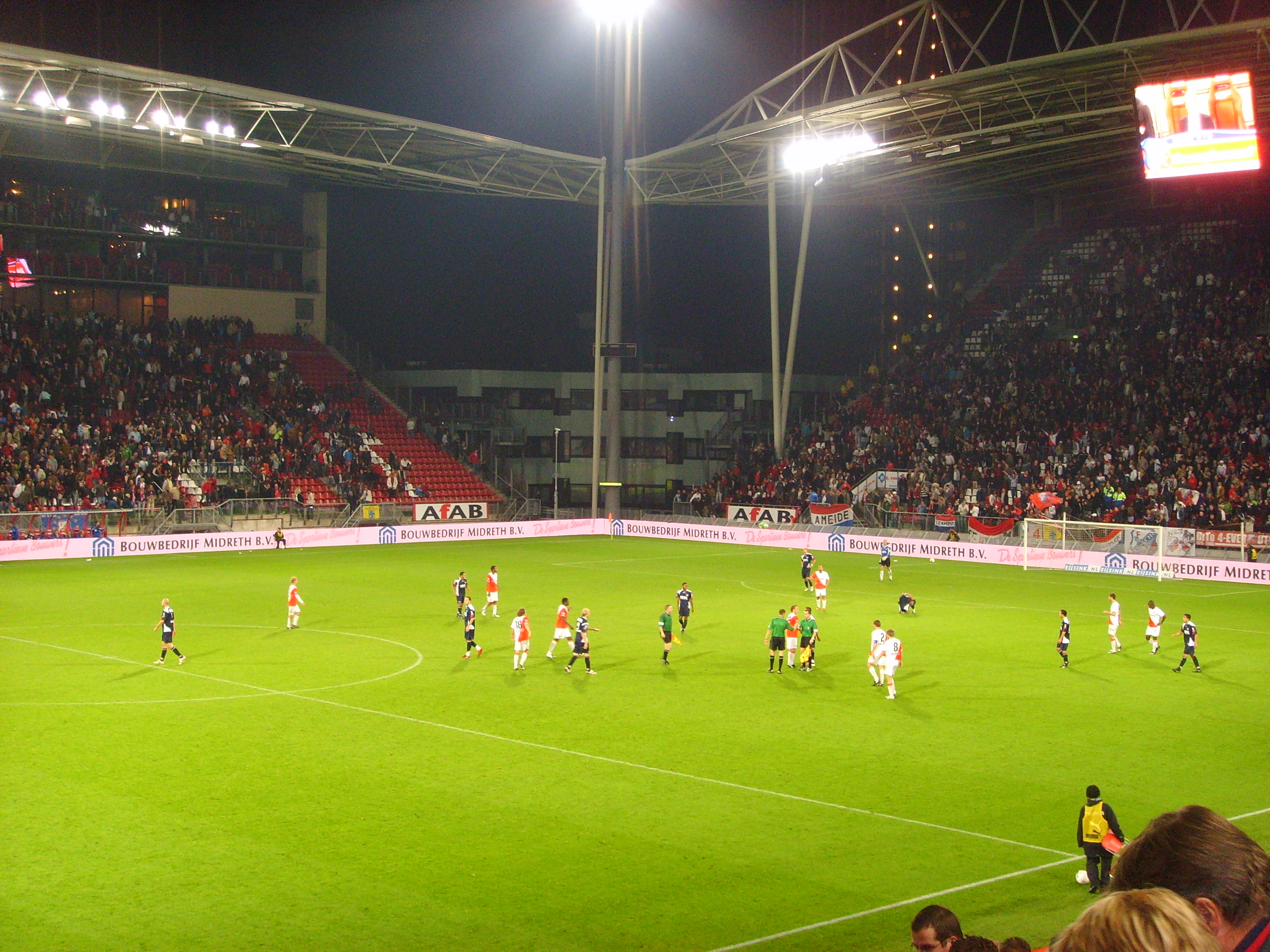
Stadion Galgenwaard durant un partit a casa del FC Utrecht
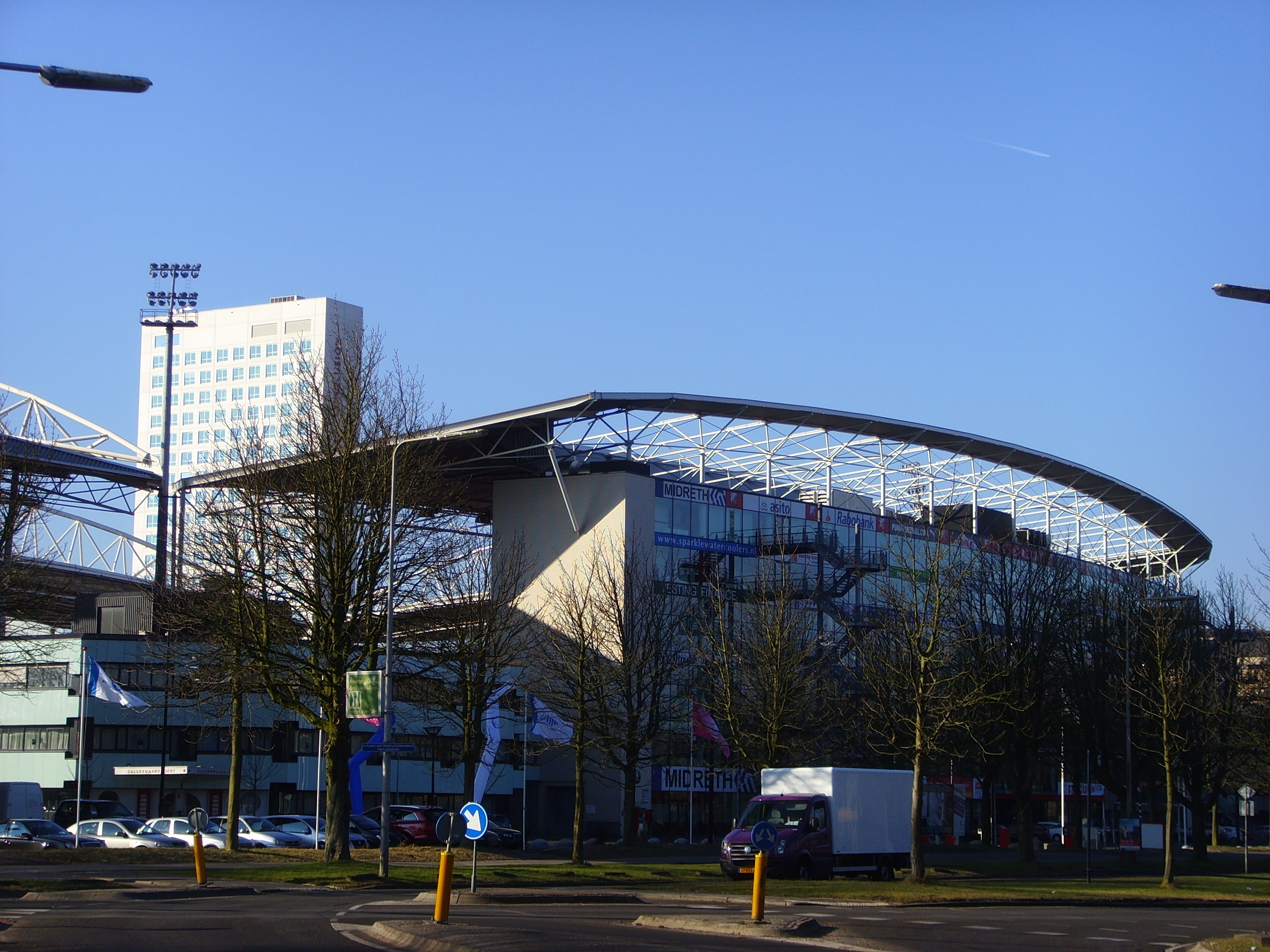
L'exterior de l'Stadion Galgenwaard
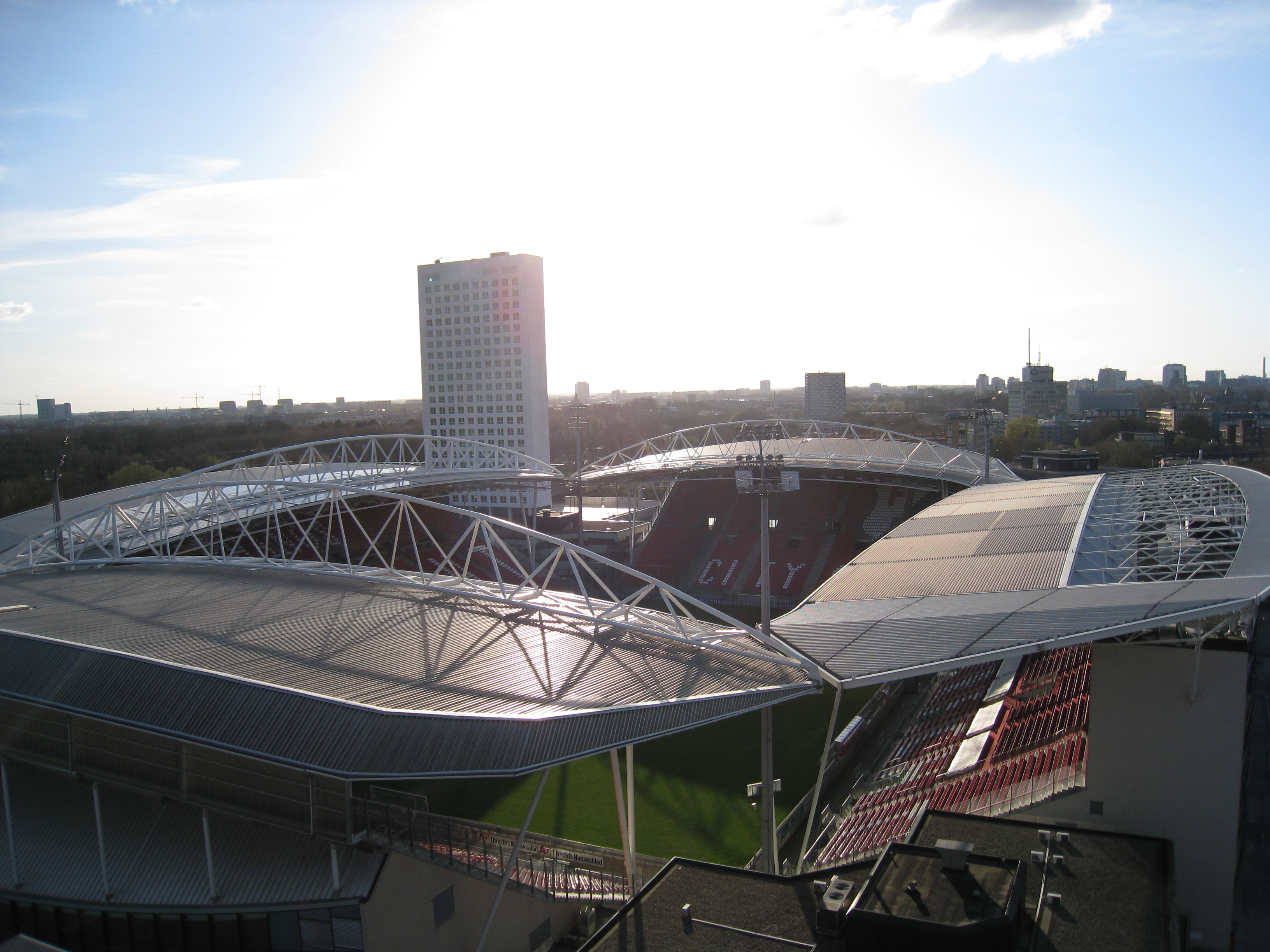
Vista aèria de l'estadi Galgenwaard
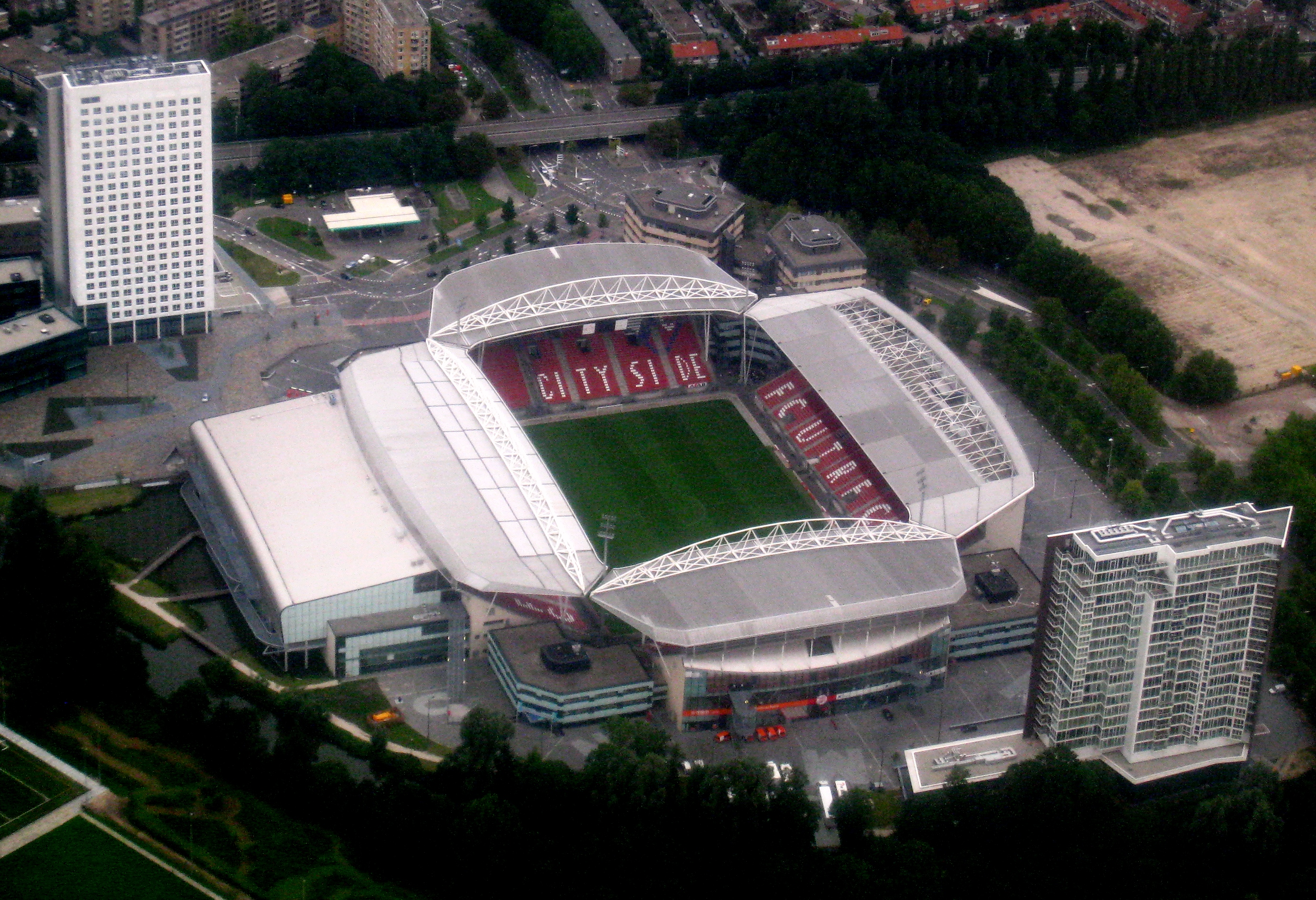
Una altra vista aèria de l'Stadion Galgenwaard